# Озолниеки
О́золниеки (латыш. Ozolnieki /ˈu̯ɐzu̯ɐlnɪ̯ɐki/) — населённый пункт («крупное село», латыш. lielciems) в центральной части Латвии, административный центр Озолниекской волости и бывшего Озолниекского края. Расположено в 3 км к северо-востоку от Елгавы и в 36 км к югу от Риги. Население на 2005 год составляло 3314 жителей.
Озолниеки расположены на берегу реки Иецава; также на территории села находится небольшое Озолниекское озеро.

## История
В эпоху Курляндского герцогства территория села и его окрестностей находилась во владении герцога. В правление герцогов Якоба и Фридриха Казимира на этой территории действовала ферма по разведению охотничьих соколов, а также находилась усадьба Экхофен. После присоединения герцогства к Российской империи Павел I подарил эту усадьбу, наряду с расположенной на севере нынешней Елгавы усадьбой Вальдексхоф, новоназначенному курляндскому губернатору барону фон Дризену, по инициативе которого усадьба Экхофен была переименована в Паульсгнаде (нем. Paulsgnade, «дар Павла»).
В 1846 году основана сельская школа, в 1926 году было сооружено её новое здание, рассчитанное на четырёхклассное обучение (в этот период в школе обучалось 63 ученика). В дальнейшем здание неоднократно перестраивалось, а число учащихся и количество классов росло, и в 1987 году, с возведением нового корпуса, школа была преобразована в среднюю, с двенадцатиклассным обучением.
В 1939 году по проекту архитектора Августа Райстера построен Приходский дом (ныне Народный дом, в котором расположены клуб, музыкальная и художественная школы и т. п.).
В 1950 году Озолниеки стали центром работ по обеспечению мелиорации Земгальского региона. В селе построили дренажные станции Елгавы. Это государственное предприятие значительно расширило жилую зону и развило инфраструктуру посёлка: в последующие 40 лет построено 27 многоквартирных жилых домов, 14 хозяйственных объектов, 40 производственных объектов.
В советское время населённый пункт являлся центром Ценского сельсовета Елгавского района.
С 2015 года в Озолниеках действует издательство Literature without borders, специализирующееся на издании русской поэзии.

## Галерея

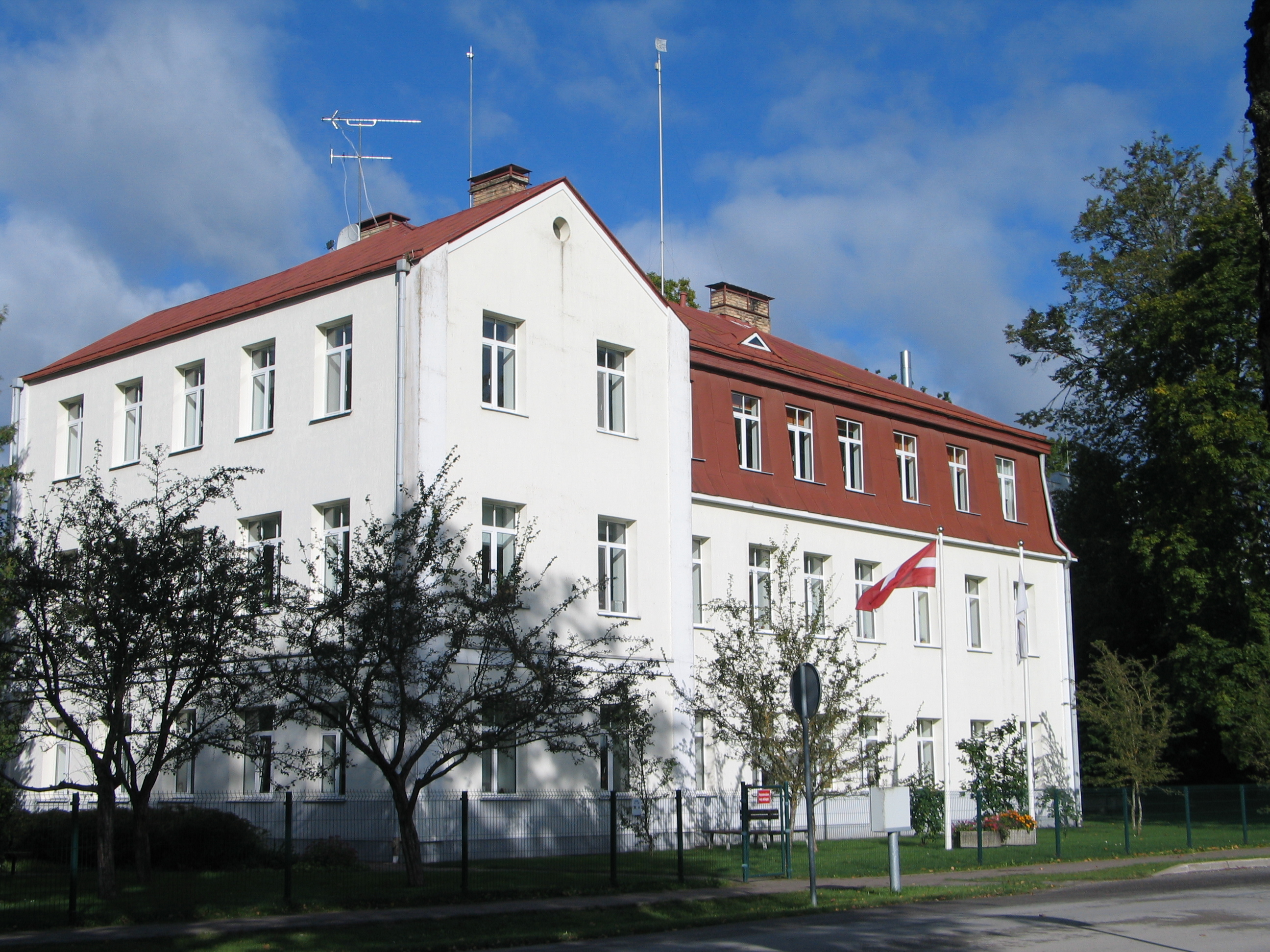
Школа
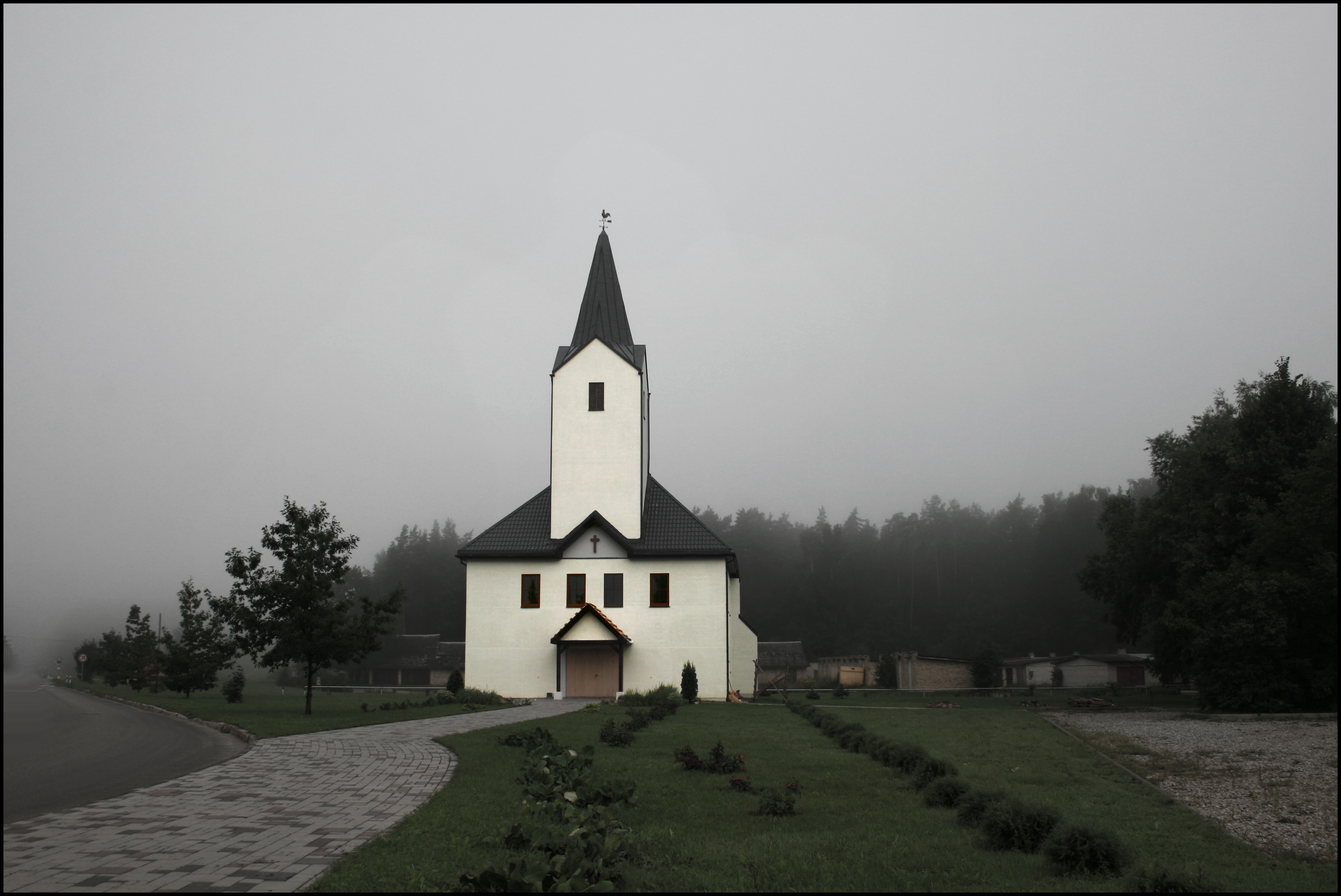
Лютеранская церковь
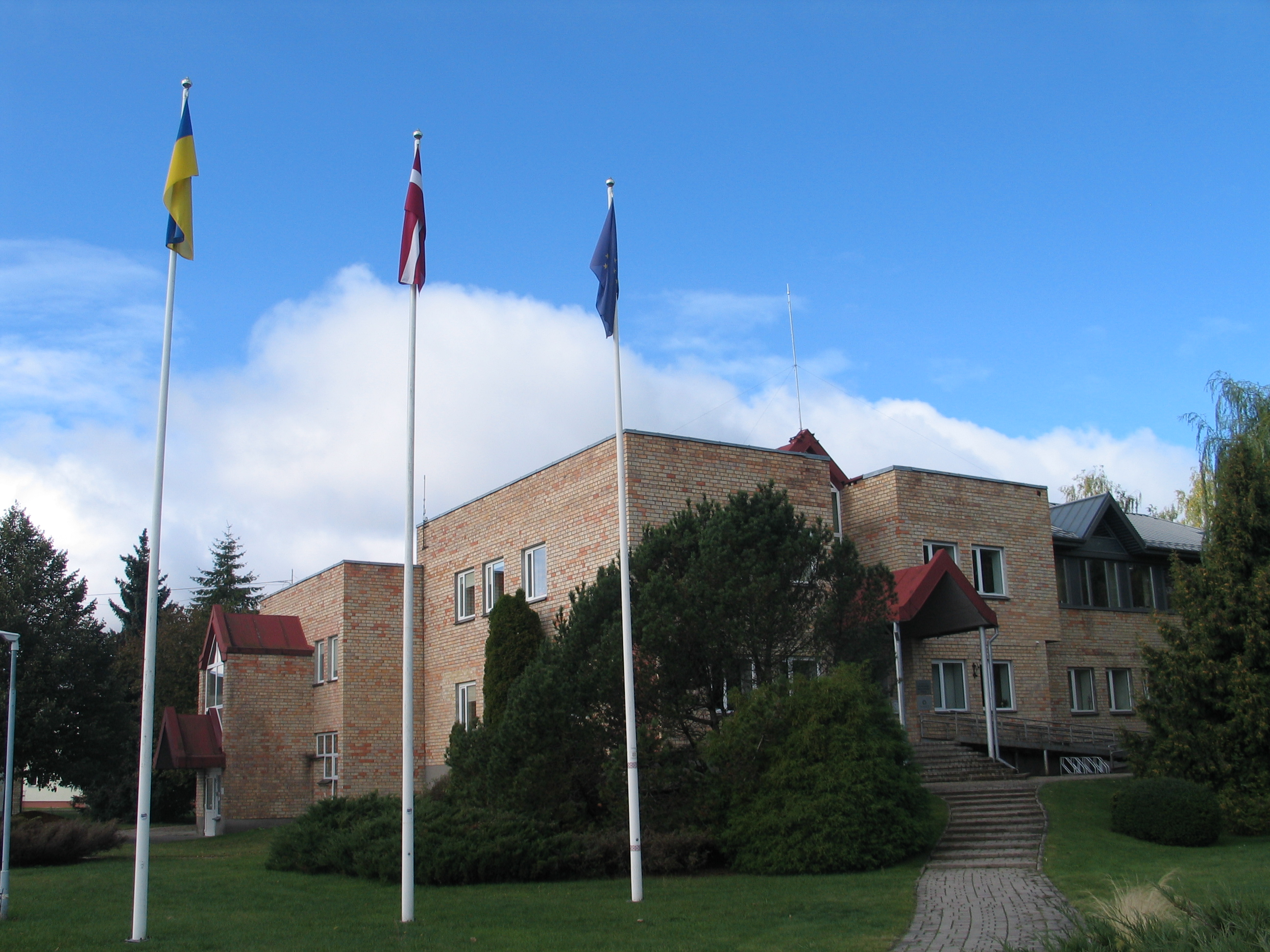
Здание волостной (ранее краевой) администрации
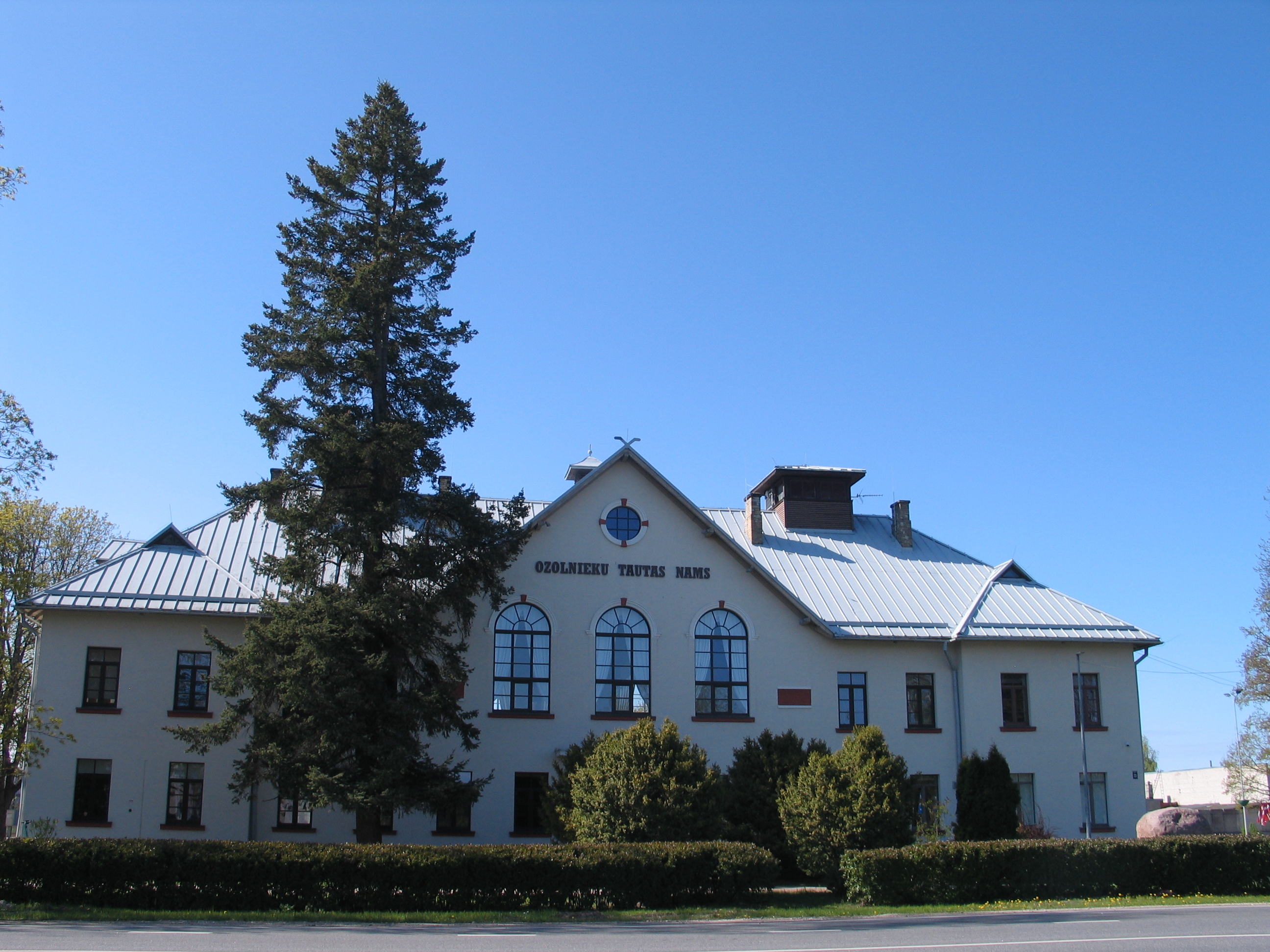
Дом культуры
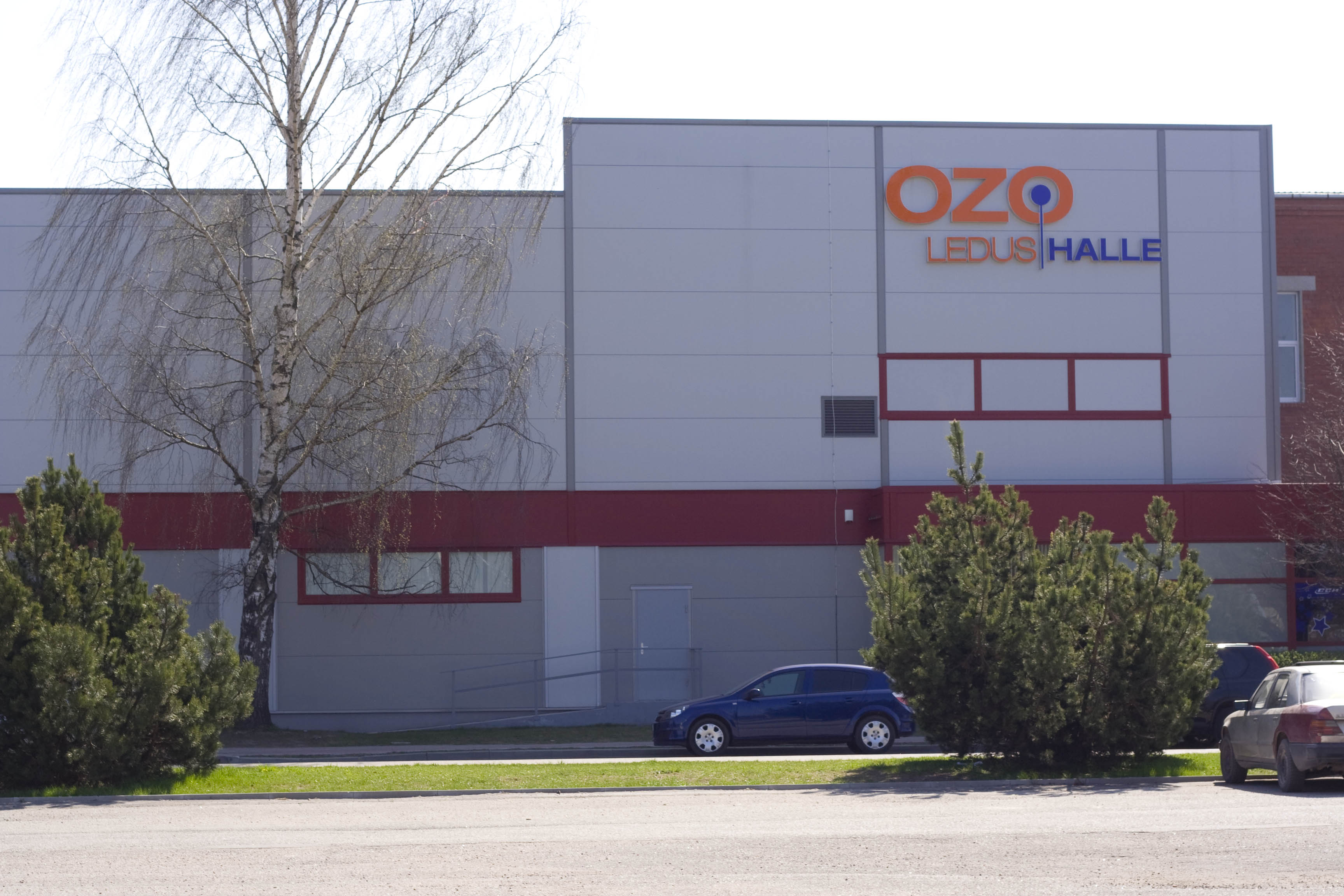
Спортивный комплекс
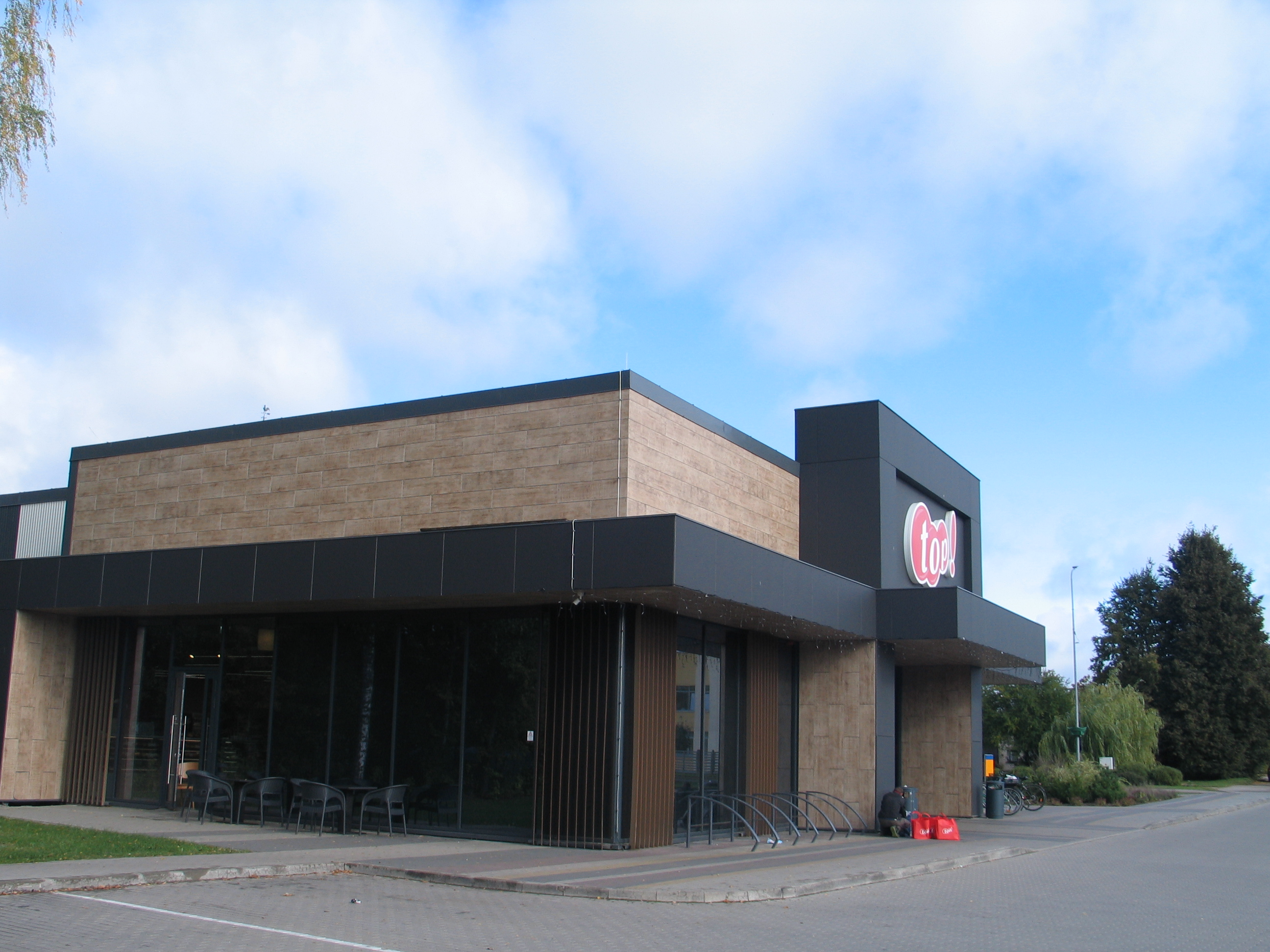
Супермаркет Top!
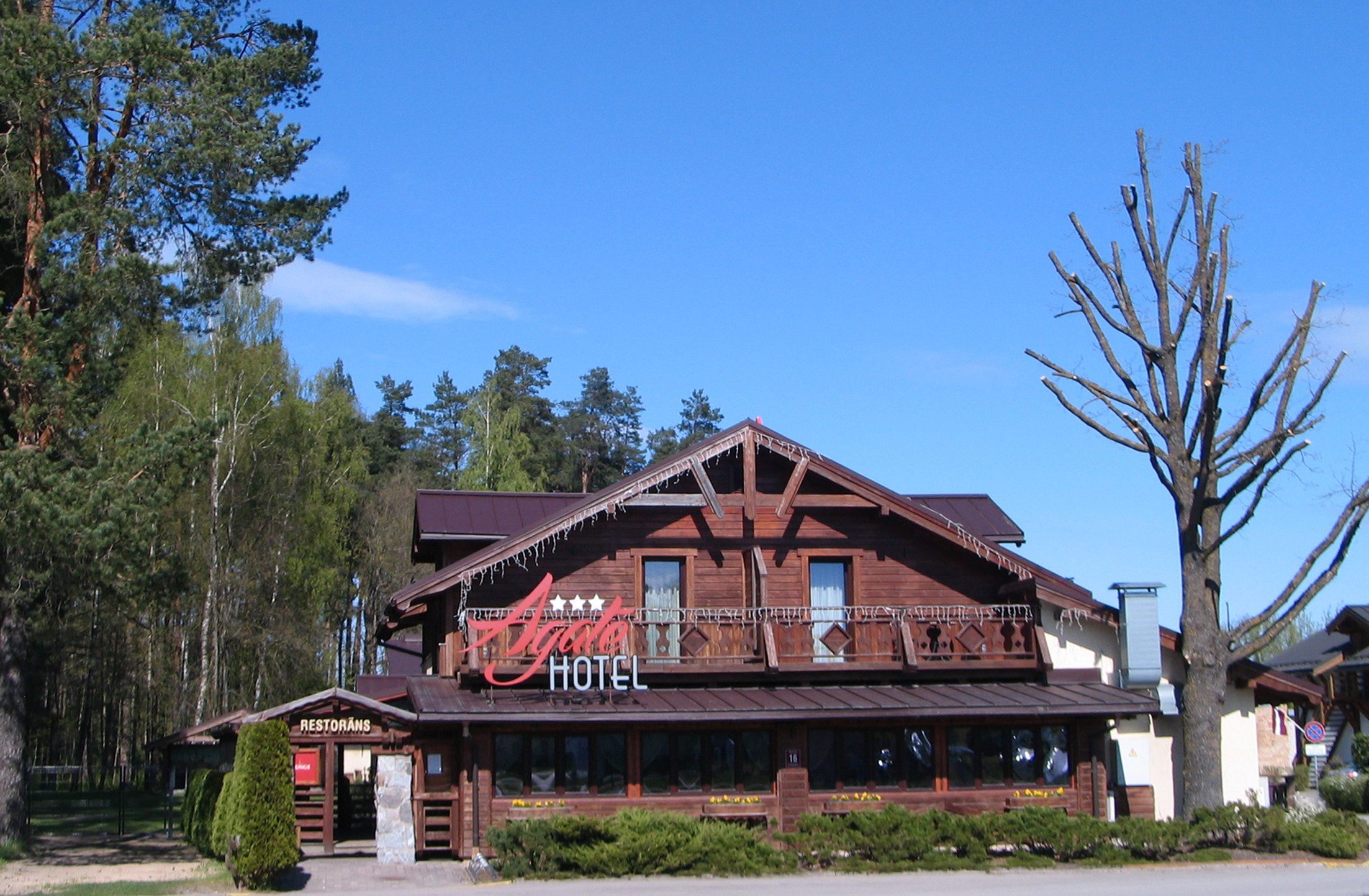
Гостиница «Агате»
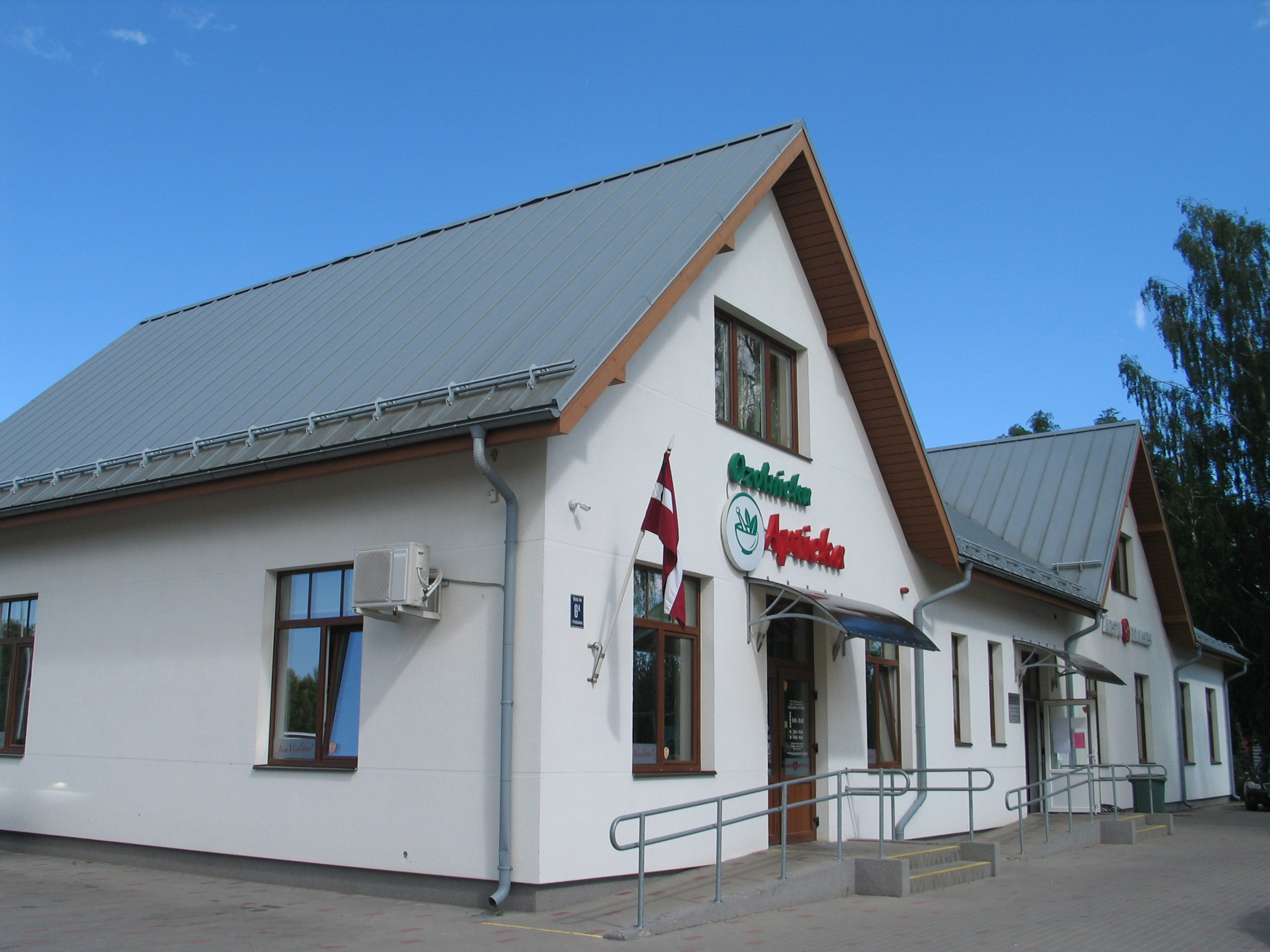
Аптека
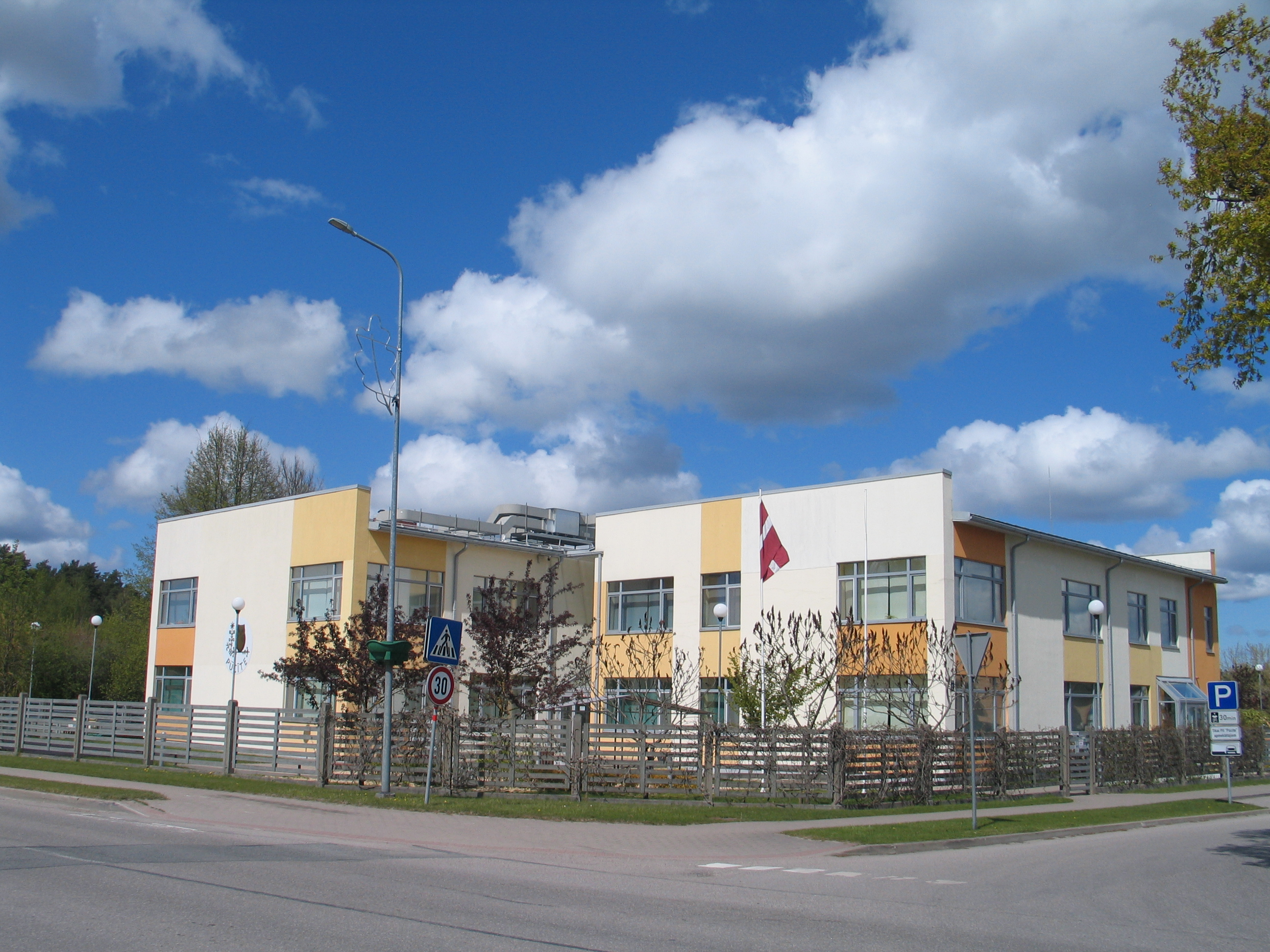
Детский сад «Пуците» (с латыш. — «Совушка»)
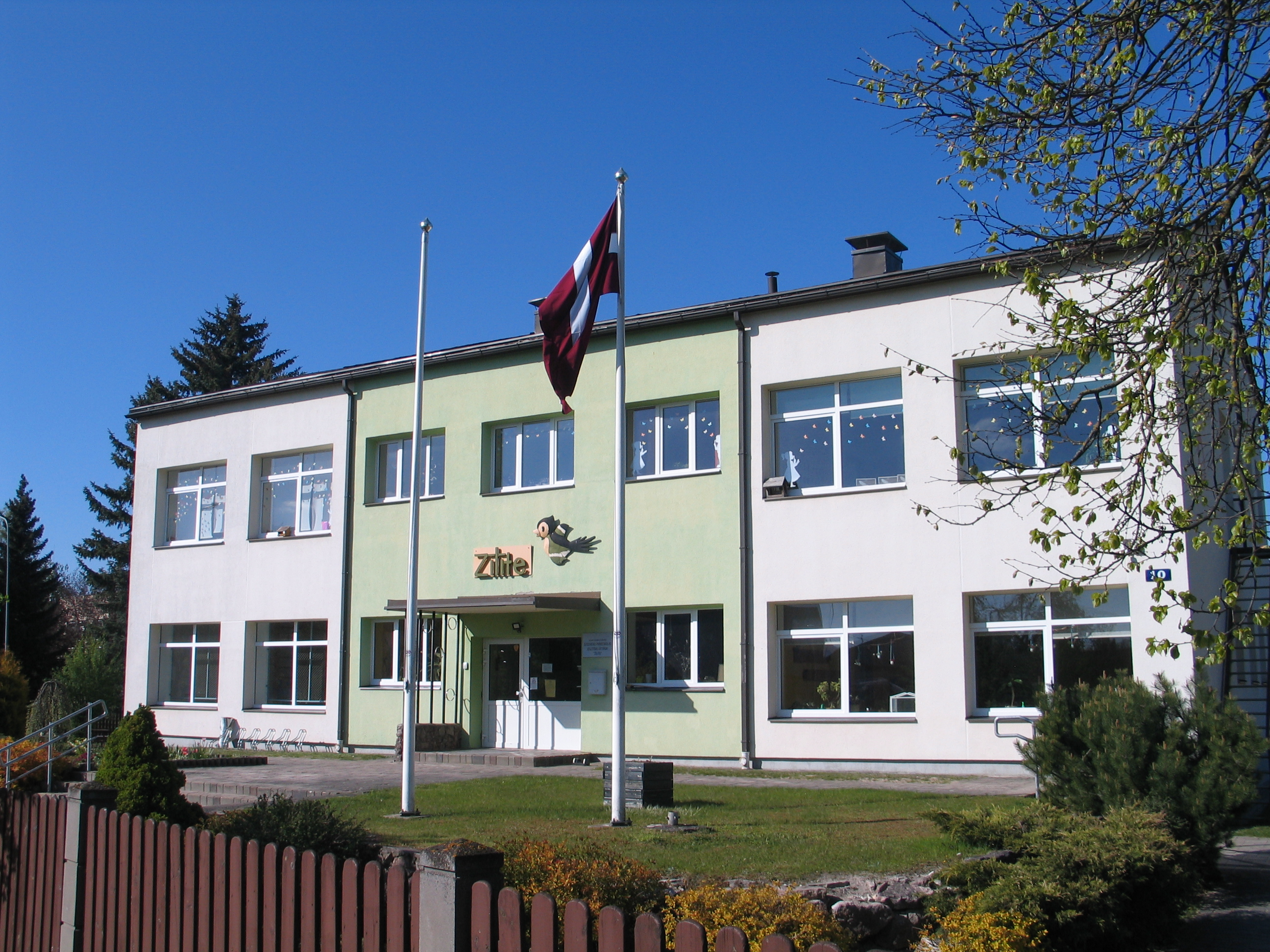
Детский сад «Зилите» (с латыш. — «Синичка»)
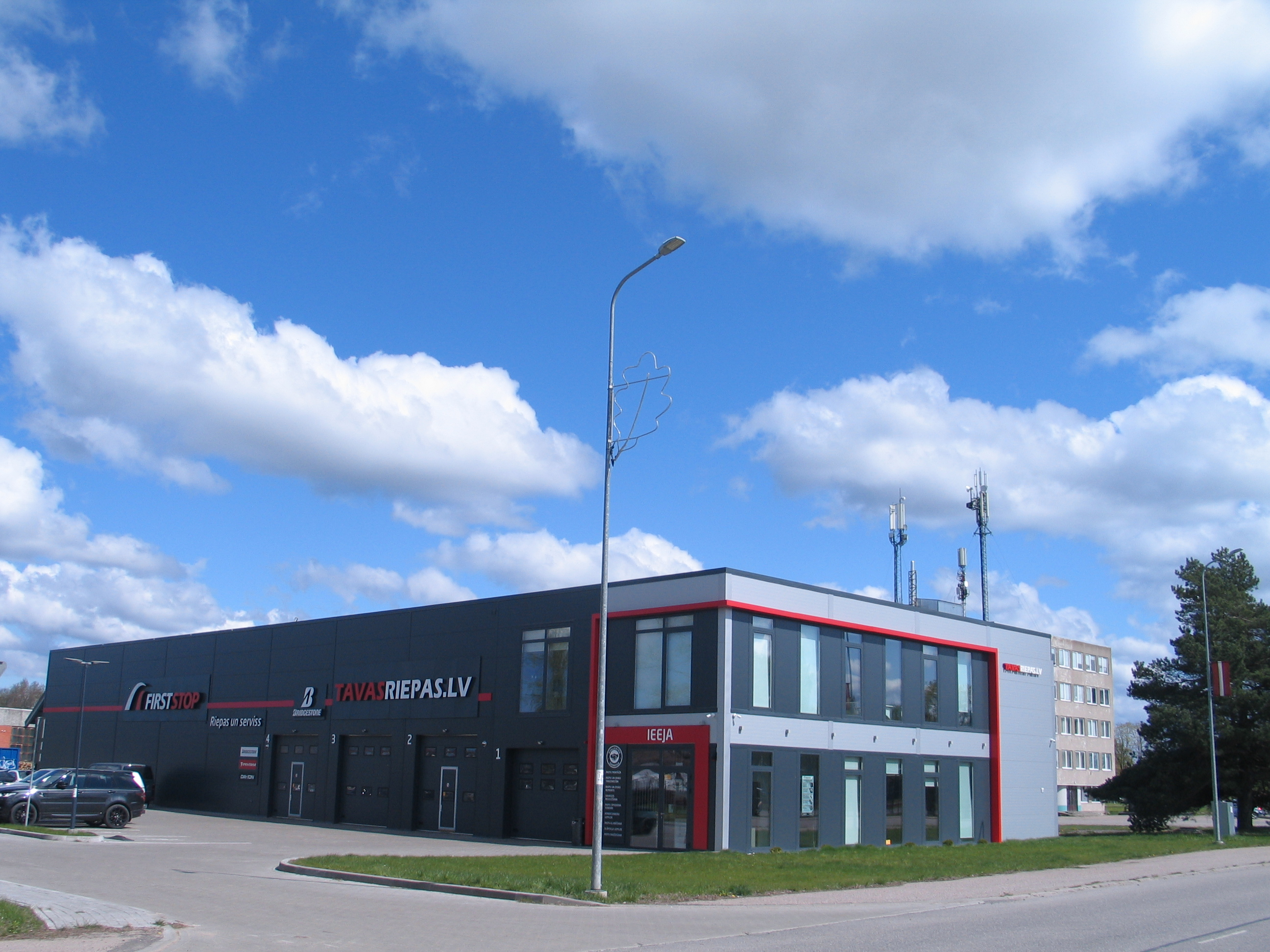
Шиномонтаж Tavas riepas (с латыш. — «Твои шины»)
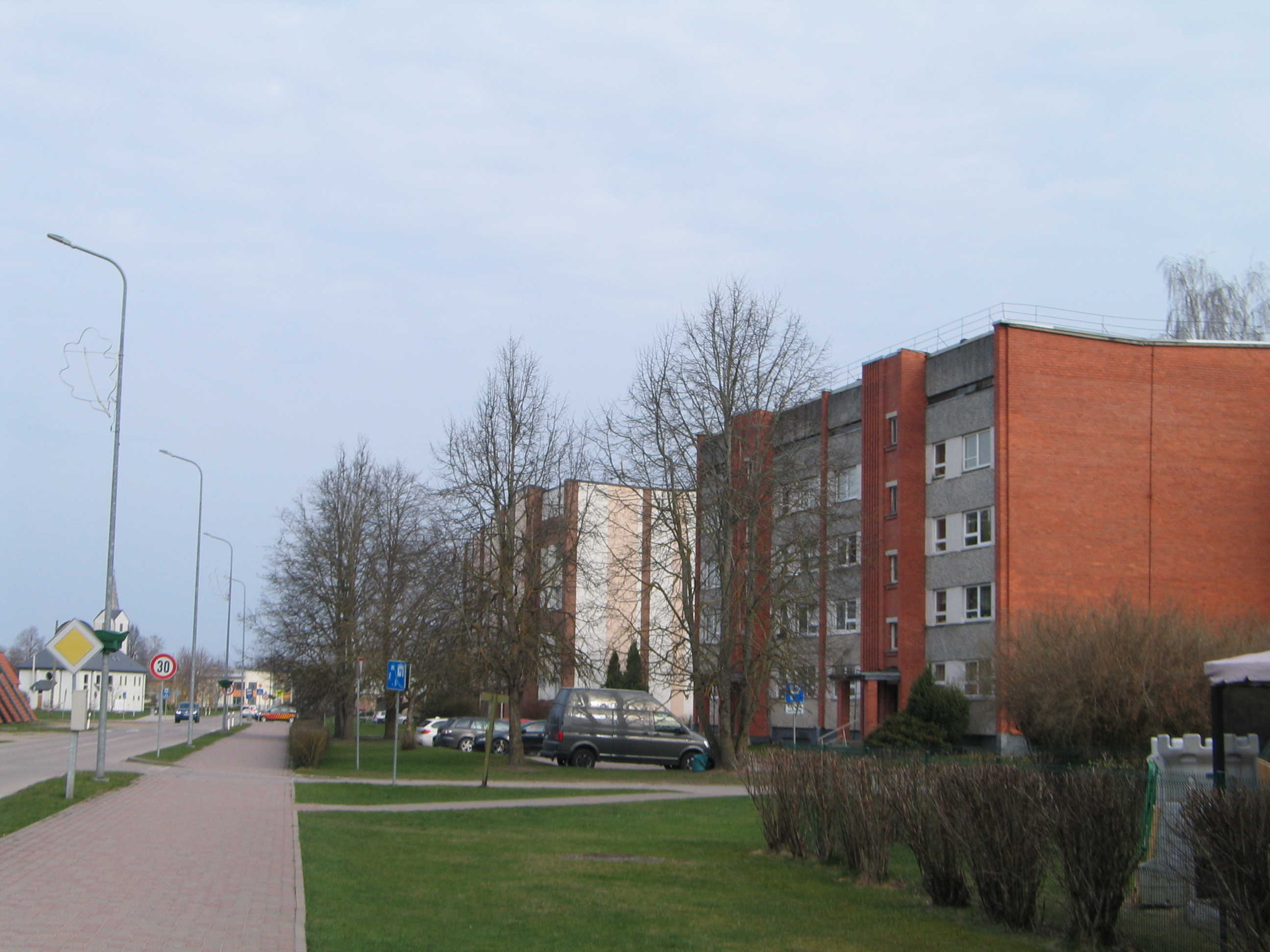
Многоквартирные дома
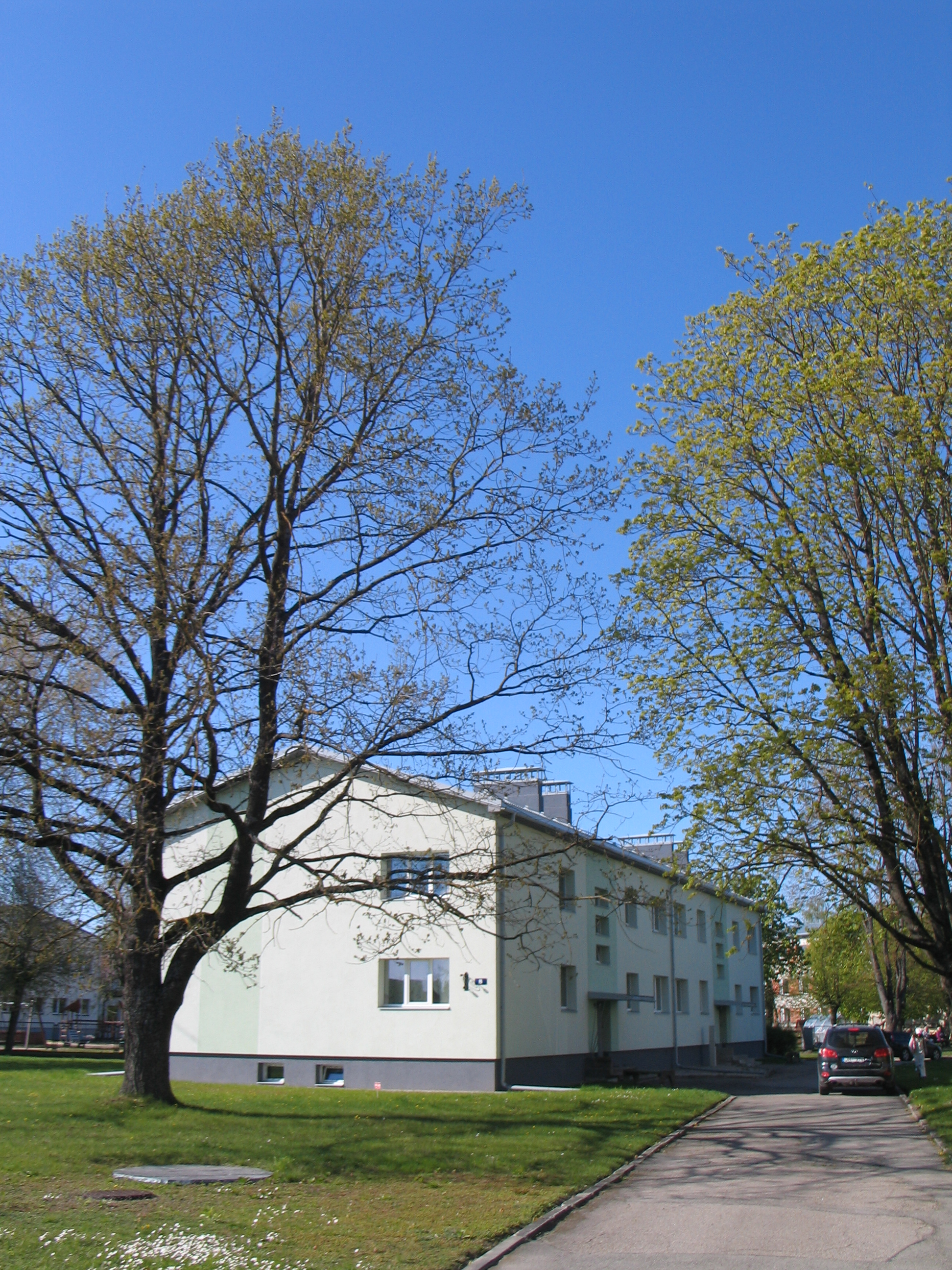
Многоквартирные дома
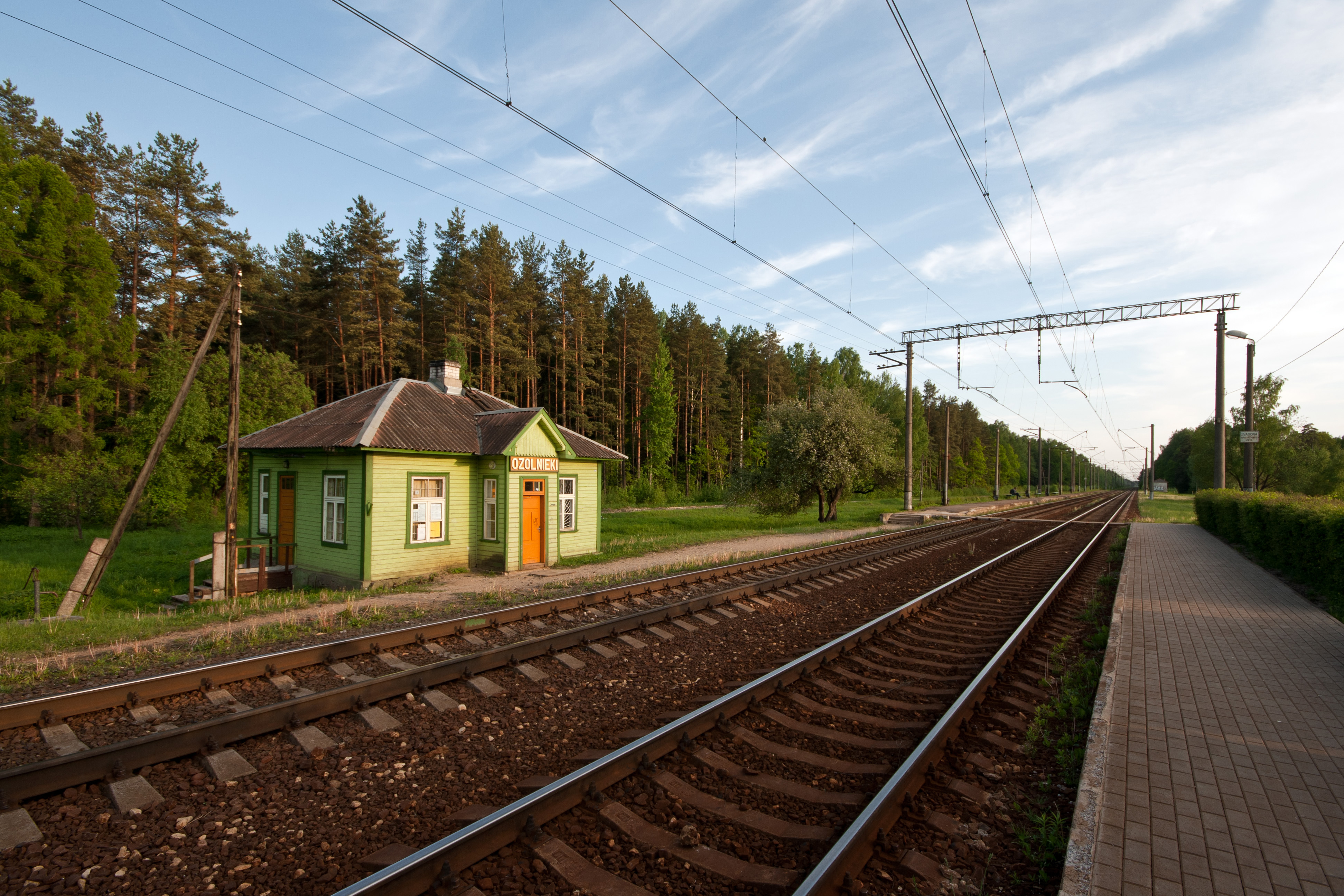
Железнодорожная платформа Озолниеки